# FC Rapperswil-Jona
O FC Rapperswil-Jona é um clube de futebol com sede em Rapperswil, Suíça. A equipe compete na Swiss Promotion League.

## História
O clube foi fundado em 1928. 